# Karen O
Karen Lee Orzolek (ur. 22 listopada 1978 w Seulu), znana jako Karen O – amerykańska piosenkarka, muzyczka i autorka tekstów pochodzenia polsko-koreańskiego. Wokalistka rockowego zespołu Yeah Yeah Yeahs. 

## Życiorys

### Wczesne życie i edukacja
Urodziła się w Seulu, stolicy Korei Południowej.  Jej matka jest Koreanką, a ojciec Polakiem. Niedługo po urodzeniu przeprowadziła się do Stanów Zjednoczonych, gdzie dorastała w Englewood w New Jersey. Uczyła się w prywatnej szkole, gdzie nie utrzymywała bliższych relacji z tamtejszymi dziećmi. Jako pół-Koreanka i pół-Polka nie czuła związku z białymi dziećmi z zamożnych rodzin. 
Uczęszczała do Oberlin College, ale później przeniosła się do szkoły filmowej Tisch School of the Arts na New York University. W wieku osiemnastu lat podjęła naukę gry na gitarze. Śpiewać zaczęła około 20 roku życia.

### Kariera
Z Brianem Chase, perkusistą zespołu, Karen poznała się podczas studiów na Oberlin College. Po przeprowadzce do Nowego Jorku, poznała Nicka Zinnera, przyszłego gitarzystę zespołu Yeah Yeah Yeahs. Przez krótki okres tworzyli razem folkową muzykę w ramach duetu Unitard. Według Zinnera to Karen miała być inicjatorką założenia zespołu rockowego. W 2000 roku założyli zespół Yeah Yeah Yeahs. W tym samym roku zespół supportował The White Stripes podczas koncertu w nowojorskim klubie The Mercury Lounge. Od początków śpiewania w zespole zwracano uwagę na jej sceniczny wizerunek, prezentowany poprzez ostentacyjne stroje i prowokujące zachowanie, oraz fakt, że pośród głośnych wtedy zespołów rockowych takich jak The Strokes czy Interpol była nieliczną kobietą-liderką rockowego zespołu. W 2001 grupa wydała debiutancką EP-kę pt. Yeah Yeah Yeahs.
W 2008 roku rozpoczęła pracę przy pobocznym projekcie muzycznym Native Korean Rock. 
W 2014 roku wydała solowy album Crush Songs, który zawiera nagrania z lat 2006–2010. Także w 2014 była nominowana do Oscara za najlepszą piosenkę oryginalną za utwór The Moon Song wykorzystany w filmie Ona (2013). Podczas gali wykonała utwór wraz z Ezrą Koening. 
Występowała gościnnie i współpracowała z takimi artystami jak m.in. Swans, David Lynch, Santigold i James Iha.

## Wizerunek
Na scenie prezentuje odważny i prowokujący wizerunek, kontrastujący z jej nieśmiałym zachowaniem w życiu prywatnym.
Często nosi ostentacyjne stroje tworzone przez jej przyjaciółkę, projektantkę Christian Joy. Na początku kariery zespołu stała się znana z szokujących zachowań podczas koncertów. W 2003 odmówiła udziału w rozbieranej sesji zdjęciowej dla magazynu Playboy, zaznaczając, że być może zdecyduje się na taką sesję w przyszłości. Jednak w 2007 w wywiadzie dla Associated Press oświadczyła, że zmieniła zdanie i nigdy nie zapozuje do rozbieranych zdjęć.

## Życie prywatne
Była w związku z reżyserem Spike Jonze i liderem zespołu "Liars" Angusem Andrew. W 2011 poinformowano o ślubie Karen O z jej wieloletnim partnerem, Barnabym Clayem. W 2015 na świat przyszedł ich syn Django.
Obecnie mieszka w Los Angeles.